# دامبک
دامبک (به آلمانی: Dambeck) یک شهر در آلمان است که در لودویگسلوست-پارشیم واقع شده‌است. دامبک ۳۱۷ نفر جمعیت دارد.